# Acer wuyuanense
Acer wuyuanense – gatunek rośliny z rodziny mydleńcowatych (Sapindaceae). W obrębie rodzaju klasyfikowany do sekcji Acer i serii Acer. Występuje w naturze na niewielkim obszarze. Rośnie naturalnie w lasach we wschodniej Azji: w Chinach w prowincji Jiangxi na wysokości około 100 m n.p.m.

## Zmienność
Występuje w dwóch podgatunkach: 
- Acer wuyuanense var. trichopodum W.P. Fang & Y.T. Wu
- Acer wuyuanense var. wuyuanense